# Andrzej Bączyński
Andrzej Bączyński (ur. 14 stycznia w latach 60 XX wieku w Gliwicach) – polski manager muzyczny, promotor, organizator, realizator dźwięku, reżyser dźwięku oraz założyciel i właściciel Agencji Koncertowo-Promocyjnej „BAgg-ART”.

## Życiorys
Swoje pierwsze kroki stawiał w latach 1982–1988, kiedy to prowadził fan club zespołu Maanam – Haamlet. Działalność menadżerską rozpoczął w 1987 roku, od organizowania koncertów w Gliwickim klubie Gwarek (w późniejszych latach był jego kierownikiem programowym). W tymże też roku powołał do życia Agencję Koncertowo-Promocyjną „BAgg-ART”. Podczas jednego z koncertów zespołu Maanam poznał Johna Portera, którego potem został wieloletnim promotorem. W niedługim czasie do BAgg-ART-u dołączyły zespoły Big Cyc oraz Chłopcy z Placu Broni. Podczas swojej działalności oprócz ww. zespołów był managerem bądź współpracował jako manager i promotor z takimi zespołami jak: Kult, T.Love, Wilki, Izrael, Voo Voo, Martyna Jakubowicz, Formacja Nieżywych Schabuff, Kobranocka, Malarze i Żołnierze, Soyka Yanina i Kompania, Easy Rider, Closterkeller, Armia, The Didet Bidet i inni. Pod swoją opieką miał również Teatr Korez oraz satyryka Pawła „Końja” Konnaka.
Organizował wiele imprez, m.in.: Igry, Winter Reggae, Gliwicki WOŚP, Rock Top, Boom Jazz, Bazuna Bis. Współpracował z takimi klubami jak Program i Spirala. Organizował również koncerty m.in.: Farben Lehre, Sztywnego Palu Azji, Daabu, Janusza „Yaniny” Iwańskiego, Proletaryatu, Rokosza, Marka Grechuty, Shakin’ Dudiego, Grzegorza Turnaua, Varsovii Manty, Costy Manty, Nocnej Zmiany Bluesa, oraz wielu innych.. 
Poza działalnością managerską zajmował się realizacją dźwięku. Oprócz nagłaśniania koncertów artystów ze swojej agencji oraz imprez organizowanych przez siebie, realizował dźwięk dla: Czesław Śpiewa, Brygady Kryzys, Raz, Dwa, Trzy, Mateusza Pospieszalskiego, Alicji Majewskiej & Włodzimierza Korcza, Haliny Kunickiej, Ireny Santor, Carrantuohill, Joanny Trzepiecińskiej & Bogdana Hołownii z zespołem, R.A.P.-u, Brzytwy Ojca One Million Bulgarians oraz wielu, wielu innych.. 
Przez wiele lat współpracował ze śląskimi teatrami muzycznymi, dla których reżyserował i realizował dźwięk do musicali, spektakli muzycznych, przedstawień teatralnych i koncertów sylwestrowych.